# Hidrotalcit
A hidrotalcit (magnézium-alumínium-hidroxid-karbonát-tetrahidrát) egy réteges kettős hidroxid, a neve a magas víztartalma és a talkumhoz való hasonlóságból származik. Gyakran keverednek manasseittel. 

## Gyógyászati felhasználása
A hidrotalcit nem-szisztémás savmegkötő. A gyomorban és a nyálkahártyán védőréteget képez, amely a bevételt követően 2 óra múlva is még megfigyelhető. Ez a hosszantartó hatás a rétegrácsos szerkezetnek tulajdonítható: az oldhatatlan hidrotalcitból a képződő sav magnézium- és alumíniumionokat szabadít fel és semlegessé válik.  A hatóanyag olyan szervetlen molekula-komplex, amely gyors, tartós és nagy savkötő-képességgel rendelkezik, növeli a mért pH-t, csökkenti a pepszin aktivitását, de azt nem roncsolja. A gyomornedv pH-ját nem emeli 5 fölé. A reakció akkor áll le, mikor már nincs szabad hidrogénion; a változatlan hidrotalcit a gyomorban marad tartalékként. Szokásos adagolás mellett nem növeli a szérum alumínium koncentrációt.

## Fordítás
Ez a szócikk részben vagy egészben  a   Hydrotalcite című angol Wikipédia-szócikk fordításán alapul.  Az eredeti cikk szerkesztőit annak laptörténete sorolja fel. Ez a jelzés csupán a megfogalmazás eredetét és a szerzői jogokat jelzi, nem szolgál a cikkben szereplő információk forrásmegjelöléseként.